# 嚴成儀
嚴成儀（1834年—？），中國清朝官員，湖南龍陽縣人，同治四年（1865年）乙丑科進士。
同治七年（1868年），嚴成儀接替鄧宗堯，擔任台灣府嘉義縣知縣，掌管今嘉義縣市、雲林縣一帶政事。同治八年（1869年）調任鳳山縣知縣。同治九年八月二十五日（1870年9月20日）卸任，調至福建安平縣。